# Ingenieurbau

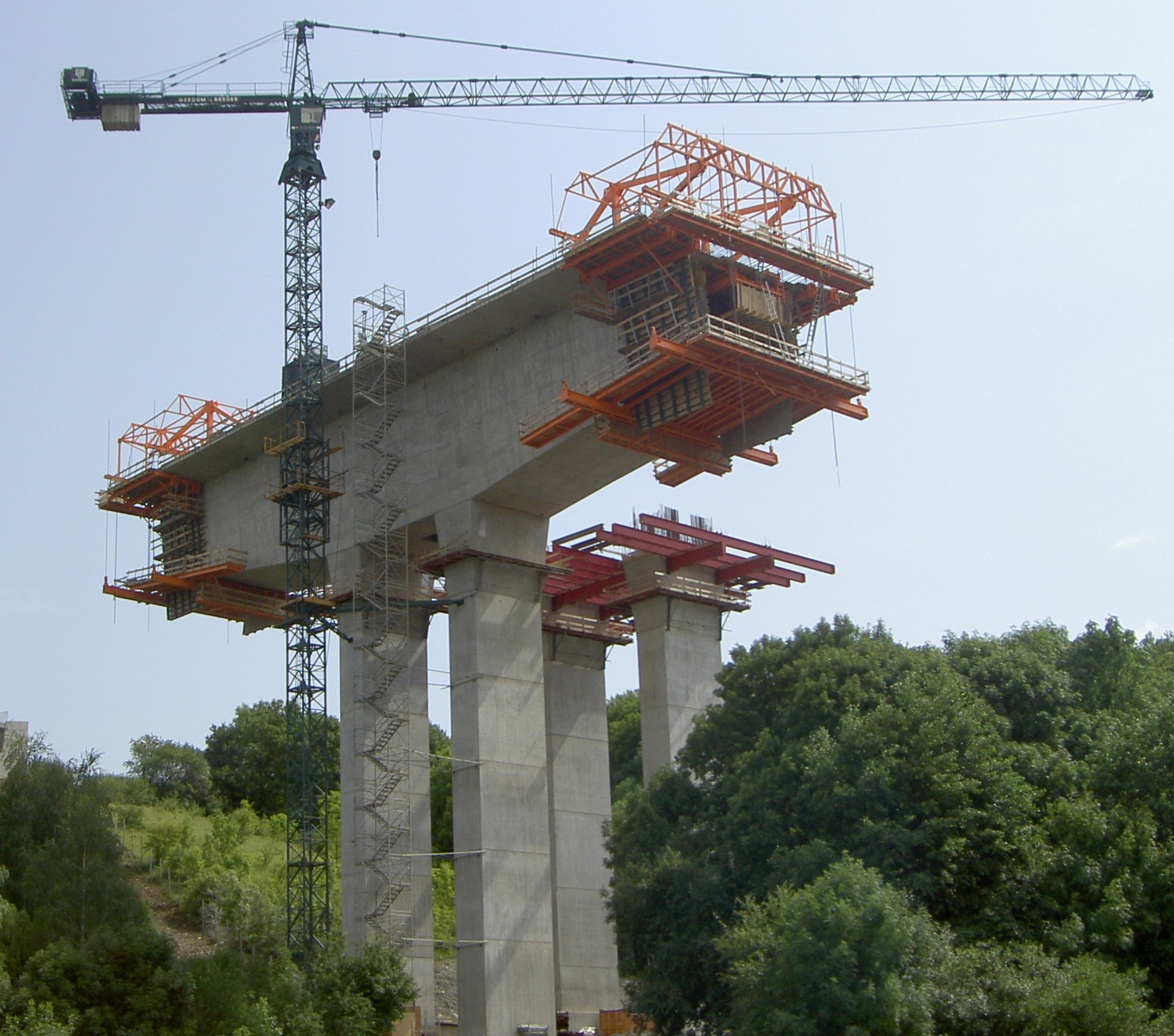
Weidatalbrücke

Als Ingenieurbau wird eine Fachrichtung des Bauwesens bezeichnet, die sich mit der Planung, Konstruktion und Errichtung technischer Bauwerke befasst.
Als Ingenieurbauten bzw. Ingenieurbauwerke werden Bauwerke bezeichnet, die von Bauingenieuren individuell entworfen werden. Der technische Entwurfsaufwand überwiegt in der Regel gegenüber gestalterischen Ansprüchen. Ingenieurbauwerke erfüllen eher funktionale als repräsentative Funktionen.
Nach der DIN 1076 werden Verkehrsbauten (Brücken, Tunnel, Trogbauwerke, Stützbauwerke) ab 1,5 Meter sichtbarer Höhe sowie sonstige technische Bauwerke, für die ein statischer Nachweis erforderlich ist, wie z. B. Regenrückhaltebecken und Schachtbauwerke, als Ingenieurbauwerke bezeichnet.
Wohn- und Bürogebäude, Gewerbe- und Verwaltungsbauten, Versammlungs- und Kulturstätten, sowie alle Gebäude, die überwiegend Aufenthaltsräume enthalten, werden im Allgemeinen nicht als Ingenieurbauwerke bezeichnet, obwohl bei anspruchsvollen Bauaufgaben und groß dimensionierten Gebäuden oft wenigstens ebenso umfangreiche statisch-konstruktive Berechnungen erforderlich sind.

## Moderner Ingenieurbau

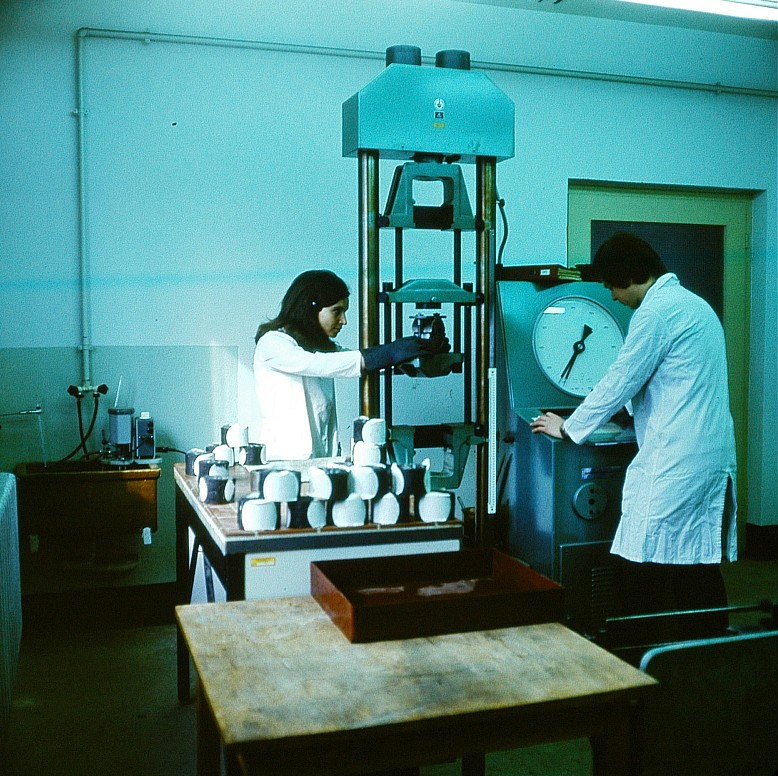
Werkstoffprüfung, 1975

Ingenieurbau gliedert sich in zwei Bereiche:
- Konstruktiver Ingenieurbau (Schwerpunkt Konstruktion)
- Funktioneller Ingenieurbau (Schwerpunkt Technologie)

### Konstruktiver Ingenieurbau
Der konstruktive Ingenieurbau befasst sich in der Regel mit Baukonstruktionen und Anlagen auf dem Gebiet der technischen Infrastruktur (Versorgungstechnik und Verkehrsbau).
Der Schwerpunkt liegt auf dem Tragwerksentwurf, bei Hochbauten auch in Verbindung mit der architektonischen Gestaltung. Beispiele sind weitgespannte Maschinenhallen, Überdachungskonstruktionen, Brücken und Türme (Fernsehtürme), Tunnelprojekte bei schwieriger Geologie, ungewöhnliche Kavernen und Staudämme oder stark belastete Windräder.
Viele Ingenieurbauwerke liegen unterhalb der Erdoberfläche und sind nicht sichtbar. In weichem Untergrund von Sedimentbecken und in Lockergestein sowie im Grundwasser oder unter der Meeresoberfläche sind oft aufwendige Vorkehrungen zur Herstellung von unterirdischen Bauwerken oder Gründungen zu treffen.

### Funktioneller Ingenieurbau
Funktioneller Ingenieurbau bezeichnet das Erarbeiten der physikalisch-technischen Grundlagen und Regelwerke, auf deren Basis dann die Berechnung und Ausführung von Bauwerken (konstruktiver Ingenieurbau) erfolgt: Bauphysik, Materialkunde, Alterung und Verschleiß, Belastungs- und Dimensionierungmethoden, Methoden und Verfahren (bauliche Verbindungstechnik, Betonguss u. a.) sowie übergreifende Aspekte des energieeffizienten und nachhaltigen Bauens.

## Historische Bauwerke, die als Meilensteine der Ingenieurbaukunst gelten
- der Eiffelturm
- die Hagia Sophia als weltweit erste Großkuppel
- einige der Sieben Weltwunder,
- das Kolosseum
- der Petersdom und seine statische Sanierung (siehe Rugjer Josip Bošković)
- die Pyramiden von Gizeh
- der Wassertunnel von Hiskia in Jerusalem
- die ungewöhnlichen Teleskope der Sternwarten von Paris oder Wien oder die Montierung des Großspiegels am Mount Palomar
- die erste Gebirgsbahn über den Semmering, der erste Gotthardtunnel oder die Viadukte im Odenwald
- die römischen Aquädukte oder die Hochquellenleitung zum Hochschwab
- den antiken Durchstich des Sueskanals
- die Brücken über die Trisannaschlucht oder den Firth of Forth
- die Dachkonstruktion des Münchener Olympiastadions

## Wahrzeichen in Deutschland
- Historisches Wahrzeichen der Ingenieurbaukunst in Deutschland